# Lund, Gävle kommun
Lund är en tätort i Gävle kommun. Bebyggelsen ingick före 1995 och 2015 i tätorten Valbo, dessemellan bildade den tillsammans med den i Åsnebygge en separat tätort, där dock delen Lundkroken inte ingick utan ingick i småorten Östanbäck och Lund. Från 2018 utgör området åter en egen tätort.

## Historik
Lunds bys äldsta delar är gårdarna kring det som i dag är Lundkroken och Lundgrens väg. Efter Gävle-Dala järnvägs framdragande under 1850-talet började bebyggelse växa upp kring järnvägsstationen, strax norr om Lundgrens väg. Under hela 1900-talet har bebyggelsen utökats norr om järnvägen, och vägarna Fiol-Elis väg, Falltä, Lundbyvägen och Hagaströmsvägen utgör i dag byns kärna. Falltä är delad sedan några år av järnvägen sedan en övergång tagits bort, Nu är vägnamnen södra och norra falltä.

### Befolkningsutveckling
| Befolkningsutvecklingen i Lund, Gävle kommun 1995–2020                                            | Befolkningsutvecklingen i Lund, Gävle kommun 1995–2020 | Befolkningsutvecklingen i Lund, Gävle kommun 1995–2020 | Befolkningsutvecklingen i Lund, Gävle kommun 1995–2020 | Befolkningsutvecklingen i Lund, Gävle kommun 1995–2020 |
| ------------------------------------------------------------------------------------------------- | ------------------------------------------------------ | ------------------------------------------------------ | ------------------------------------------------------ | ------------------------------------------------------ |
|                                                                                                   |                                                        |                                                        |                                                        |                                                        |
| År                                                                                                |                                                        |                                                        | Folkmängd                                              | Areal (ha)                                             |
| 1995                                                                                              | 1995                                                   |                                                        | 364                                                    | 112                                                    |
| 2000                                                                                              | 2000                                                   |                                                        | 380                                                    | 114                                                    |
| 2005                                                                                              | 2005                                                   |                                                        | 436                                                    | 114                                                    |
| 2010                                                                                              | 2010                                                   |                                                        | 444                                                    | 113                                                    |
| 2018                                                                                              | 2018                                                   |                                                        | 463                                                    | 120                                                    |
| 2020                                                                                              | 2020                                                   |                                                        | 471                                                    | 121                                                    |
| Anm.: Ny tätort, utbruten ur Valbo 1995. Sammanslagen med Valbo 2015. Åter egen tätort från 2018. |                                                        |                                                        |                                                        |                                                        |

## Angränsande byar
- Bäck
- Östanbäck
- Åsbyggeby
- Åbyfors